# Nubiella papillaris
Nubiella papillaris is een hydroïdpoliep uit de familie Bougainvilliidae. De poliep komt uit het geslacht Nubiella. Nubiella papillaris werd in 2009 voor het eerst wetenschappelijk beschreven door Xu, Huang & Guo. 